# Egzospora

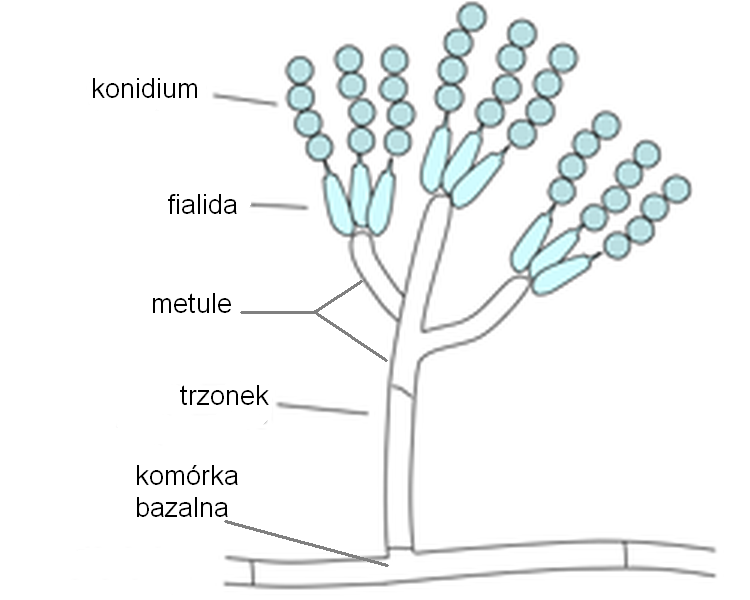
Schemat powstawania egzospor (konidium) u pędzlaka

Egzospory – rodzaj zarodników wytwarzanych poza zarodnią poprzez odcinanie pojedynczych komórek na końcach konidiów (strzępek zarodnikotwórczych, u grzybów) lub tylko części komórek macierzystych (bazydiospory sinic).